# Teatro Verdi (Trieste)
Il Teatro lirico Giuseppe Verdi, intitolato all'omonimo musicista, è il principale teatro di Trieste. 

## Storia

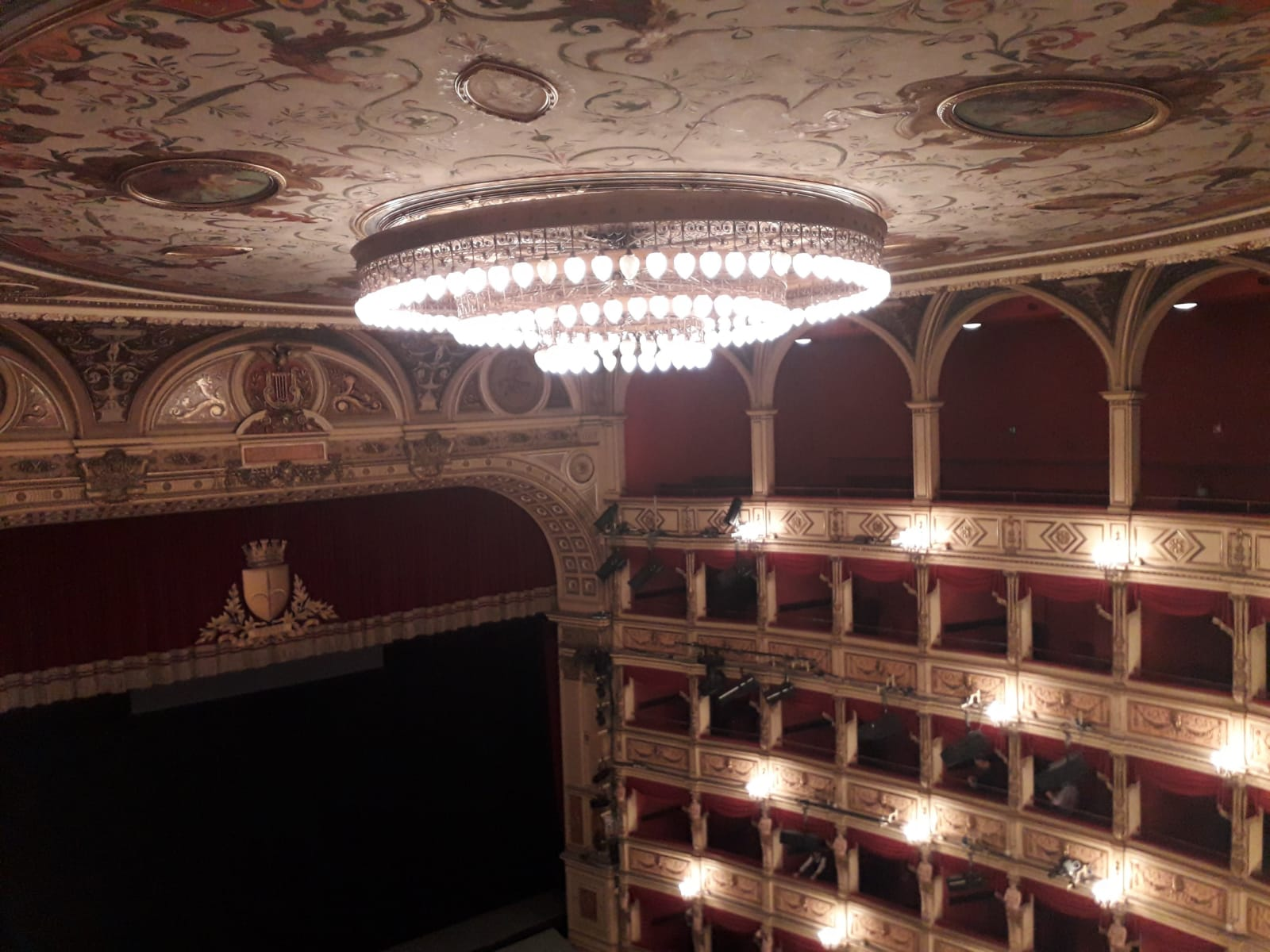
Scorcio della sala dal loggione

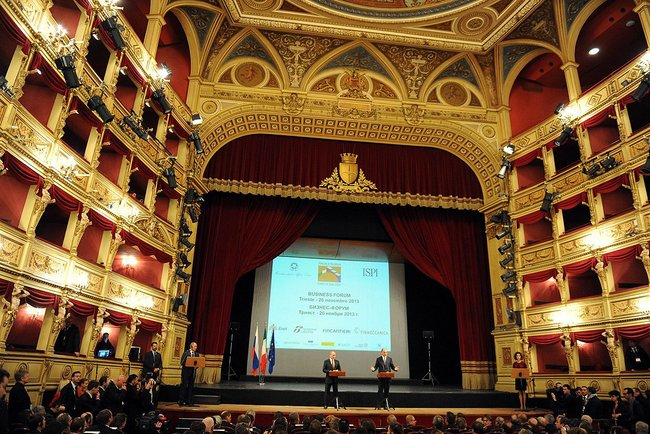
Vista del palcoscenico dalla platea

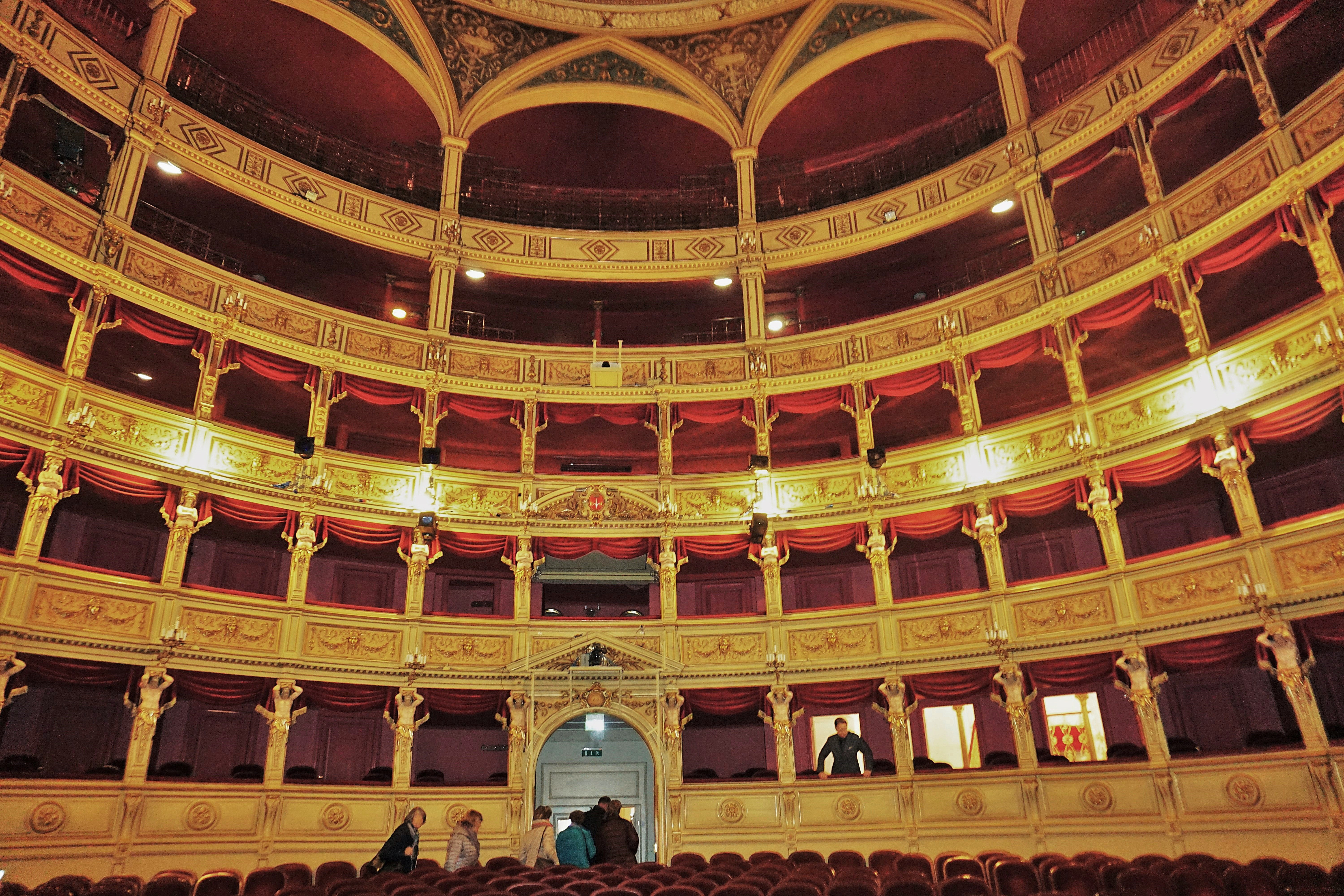
Vista verso l'ingresso della sala

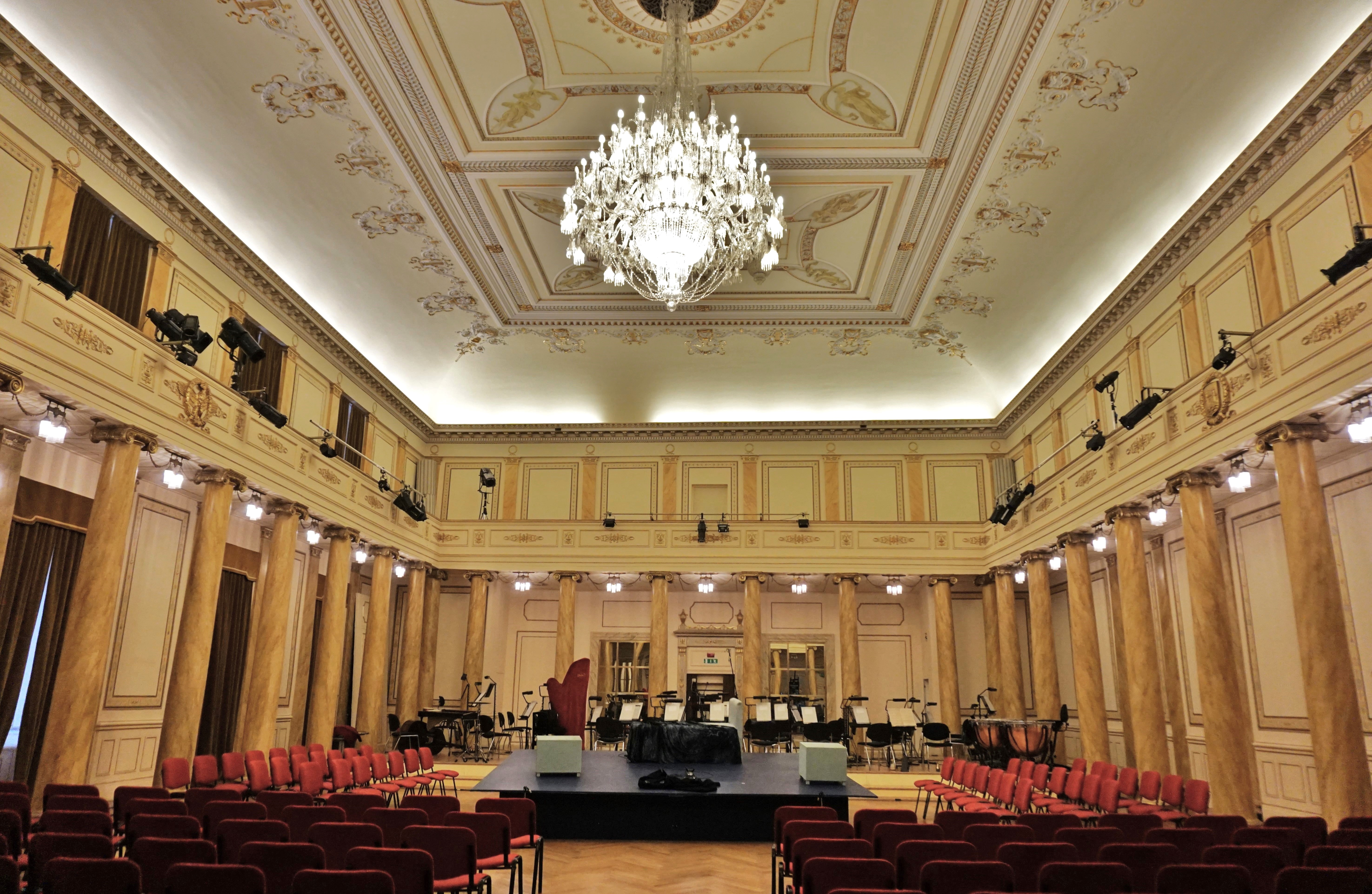
La sala da ballo

Venne costruito per iniziativa privata tra il 1798 e il 1801. Il progetto originale fu di Giannantonio Selva, progettista anche della Fenice di Venezia, a cui si devono gli interni. Matteo Pertsch subentrò nell'incarico in seguito e si occupò soprattutto delle facciate. Nella facciata principale è evidente l'influenza di Giuseppe Piermarini, insegnante del Pertsch e progettista della Scala a Milano.
La sistemazione definitiva della sala è dovuta ai restauri del 1882-1884 avvenuti sotto la direzione di Eugenio Geiringer. In tale occasione vennero realizzate anche le correnti decorazioni della sala (a opera di Josef Horwath), mentre l'edificio venne prolungato nella parte posteriore con la creazione dell'attuale facciata postica che riprende il disegno di quella principale.
Fu inaugurato con il nome Teatro Nuovo e si chiamò poi Teatro Grande (1820), in seguito Teatro Comunale (1861) e infine Teatro Comunale Giuseppe Verdi (1901).
La prima rappresentazione avvenne 21 aprile 1801 con  Ginevra di Scozia di Simon Mayr con Teresa Bertinotti, Luigi Marchesi, Giacomo David.
Nel 1820 fu rinominato in Teatro Grande ed avviene la prima assoluta di La sacerdotessa d'Irminsul di Giovanni Pacini, nel 1828 la première di Il divorzio persiano di Pietro Generali (compositore) e di I crociati a Tolemaide ossia Malek-Adel di Pacini, nel 1832 di Ricciarda di Edimburgo di Cesare Pugni, nel 1838 di La prigione di Edimburgo di Federico Ricci, nel 1839 di Enrico II di Otto Nicolai con Carolina Ungher, Napoleone Moriani e Domenico Cosselli, nel 1844 Pittore e duca di Michael William Balfe e nel 1845 Isabella de' Medici di Ricci.
Nella stagione lirica 1843-1844 il Nabucco di Giuseppe Verdi ottenne uno straordinario successo di pubblico testimoniato dalle oltre venti repliche. Nel 1848 ospitò la prima rappresentazione assoluta dell'opera, dello stesso autore, Il corsaro con Gaetano Fraschini, Achille De Bassini e Marianna Barbieri-Nini e nel 1850 quella dello Stiffelio con Marietta Gazzaniga e Filippo Colini.
Nel 1861 il comune di Trieste diventò proprietario dell'edificio, che cambiò il nome in Teatro Comunale.
Nel 1852 avviene la prima assoluta di Maria di Brabante di Achille Graffigna, nel 1865 di Romeo e Giulietta di Filippo Marchetti con Angelina Ortolani, Mario Tiberini e Leone Giraldoni e Marion de Lorme di Carlo Pedrotti e nel 1872 Gustavo Wasa di Apolloni con Giuseppe Capponi ed Ormondo Maini.
Nel 1883 vi venne rappresentata, integralmente, la tetralogia wagneriana diretta dal maestro Anton Seidl. 
Nel 1895 avviene la prima assoluta di Nozze istriane di Smareglia con Gemma Bellincioni e Roberto Stagno.
Il repertorio della giovane scuola italiana stentò inizialmente ad imporsi ma, successivamente, le opere di alcuni autori veristi (Pietro Mascagni e Ruggero Leoncavallo in particolare) e quelle di Giacomo Puccini entrarono stabilmente nel repertorio del teatro.
Il 27 gennaio 1901 venne intitolato a Giuseppe Verdi su decisione con delibera straordinaria del consiglio comunale, convocato la notte stessa della morte del grande compositore.
Il teatro è stato soggetto a diverse opere di manutenzione e restauro, le più importanti nel 1881, grazie alle quali venne incrementata la capienza del teatro, e nel 1889.
Nel 1906 avviene la prima assoluta di Medea (Tommasini), nel 1921 di Fanfulla di Attilio Parelli, nel 1923 La monacella della fontana di Giuseppe Mulè, nel 1925 Scampolo di Ezio Camussi, nel 1928 Pittori fiamminghi (opera) di Smareglia, nel 1940 Il revisore di Amilcare Zanella, nel 1967 La giacca dannata di Giulio Viozzi e nel 1970 La speranza di Franco Mannino.
Restano ancora nella memoria il Boris Godunov (opera) del 1951 diretta da Antonino Votto con Nicola Rossi-Lemeni e Fernando Corena e la Norma (opera) del 1953 diretta da Votto con Maria Callas, Franco Corelli, Boris Christoff ed Elena Nicolai.
L'ultimo restauro si è svolto tra 1991 e 1997.Il restauro della facciata principale lato Piazza Verdi è stato eseguito dal restauratore Enrico M.Colosimo
È conosciuto in tutta Europa per il Festival internazionale dell'Operetta (dal 1950 al 2011).

## Rappresentazioni liriche
Cronistoria delle rappresentazioni liriche a Trieste:
Periodo rappr.:

P = primavera

E = estate

A = autunno

I = inverno

CAR = carnevale-quaresima